# Hnědé řasy
Hnědé řasy je buď české synonymum pro skupinu Phaeophyceae, česky častěji chaluhy, nebo obecněji pro skupinu stramenopilních řas, též nazývanou Ochrophyta.
Hnědé řasy mohou také být v zastaralém pojetí oddělení Chromophyta z říše rostliny (Plantae). Do oddělení jsou zařazeny třídy:
- Phaeophyceae – chaluhy,
- Chrysophyceae – zlativky,
- Bacillariophyceae – rozsivky,
- Xanthophyceae – různobrvky,
- Raphidophyceae – chloromonády,
- Eustigmatophyceae.

a ve starších systémech jsou součástí ještě skupiny Cryptophyta – skrytěnky a Haptophyta, později vyčleněné do samostatných oddělení.